# Trevor Martin
Trevor Martin (Edinburgh, 1929. november 17. – Szófia, 2017. október 5.) skót színész.

## Filmjei

### Mozifilmek
- Othello (1965)
- Feloldozás (Absolution) (1978)
- Támadás a Krull bolygó ellen (Krull) (1983, hang)
- Three Kinds of Heat (1987)
- Az öröm háza (The House of Mirth) (2000)
- Bábel (Babel) (2006)

### Tv-filmek
- Tomorrow Mr. Tompion! And About Time Too! (1958)
- Trouble for Two (1958)
- Medico (1959)
- Portrait of Man (1960)
- The Silent Highwayman (1961, tv-rövidfilm)
- The Gold Robbers (1969)
- Edward II (1970)
- The Tragedy of King Richard II (1971)
- Prince Regent (1979)
- Ain't Misbehavin' (1997)
- Egy tiszta nő (Tess of the D'Urbervilles) (1998)
- Gentlemen's Relish (2001)
- The Romantics (2006)

### Tv-sorozatok
- Three Golden Nobles (1959, öt epizódban)
- The Splendid Spur (1960, két epizódban)
- Scotland Yard (1960, egy epizódban)
- Sheep's Clothing (1960, egy epizódban)
- The Men from Room 13 (1961, egy epizódban)
- Gamble for a Throne (1961, egy epizódban)
- Television Club (1962, egy epizódban)
- Z Cars (1962–1973, hét epizódban)
- Sherlock Holmes (1965, egy epizódban)
- No Hiding Place (1966, egy epizódban)
- Orlando (1966, hat epizódban)
- ITV Play of the Week (1966, egy epizódban)
- Coronation Street (1966–1984, kilenc epizódban)
- Mr. Rose (1967, egy epizódban)
- The Newcomers (1967, egy epizódban)
- The Troubleshooters (1967, egy epizódban)
- Jackanory (1967, öt epizódban)
- Ramshackle Road (1968)
- ITV Playhouse (1968, egy epizódban)
- BBC Play of the Month (1969, egy epizódban)
- Ki vagy, doki? (Doctor Who) (1969, egy epizódban)
- The Wednesday Play (1969, egy epizódban)
- ITV Saturday Night Theatre (1971, egy epizódban)
- Jamie (1971, egy epizódban)
- Van der Valk (1972, egy epizódban)
- Special Branch (1973, egy epizódban)
- Churchill's People (1975, egy epizódban)
- Within These Walls (1975, egy epizódban)
- Victorian Scandals (1976, egy epizódban)
- Selwyn (1978, egy epizódban)
- Az Onedin család (The Onedin Line) (1979, egy epizódban)
- Armchair Thriller (1980, három epizódban)
- Bird of Prey (1982, két epizódban)
- A Brother's Tale (1983, három epizódban)
- Angels (1983, két epizódban)
- Mitch (1984, egy epizódban)
- The Bill (1984–2003, három epizódban)
- The Paradise Club (1989, egy epizódban)
- Inspector Morse (1989–1990, két epizódban)
- Taggart felügyelő (Taggart) (1996, egy epizódban)
- Dangerfield (1996, egy epizódban)
- Harry Enfield and Chums (1997, egy epizódban)
- A Certain Justice (1998, egy epizódban)
- Wing and a Prayer (1999, egy epizódban)
- The Ambassador (1999, egy epizódban)
- Beast (2001, egy epizódban)
- Doktorok (Doctors) (2006, egy epizódban)
- Whitechapel (2010, egy epizódban)
- Dead Boss (2012, egy epizódban)
- Hívják a bábát (Call the Midwife) (2013, egy epizódban)
- Odd Squad (2017, egy epizódban)